# Pierre Semengue
Pierre Semengue est un général de l'armée camerounaise à la retraite.

## Biographie

### Naissance et origines
Pierre Semengue est né le 25 juin 1935 à Bikoka, au Sud Cameroun. Ses parents sont de modeste condition. Jean Nti Mbarga (Engbwang Mbarga) est ancien de l'église et Lydie Ngono Semengue est cultivatrice. Il décide de devenir militaire en 1947, après avoir lu la partie histoire d'un dictionnaire de la langue française, à lui offerte pas son frère ainé, décédé en 2023. Sa mère sera veuve à l'age de 32 ans et le restera jusqu'à l'age de 95 ans, à s'occuper de 3 garçons et 4 filles. 

### Formations
En 1949, il est élève au collège classique et moderne mixte de Yaoundé; qui s'appelle Lycée de Ngoa Ekelle en 2023. Il habite à cette période au dortoir du futur Institut national de la jeunesse et des sports (Cameroun). Il poursuit ses études au lycée général leclerc de Yaoundé lorsque son collège est transformé en Lycée en 1952. Lycée qui obtient le meilleur taux de réussite au bac en 1956. Il connait Paul Biya depuis sa classe de seconde. Les deux se lient d'amitiés lors de leurs départs en formation en France, leurs deux épouses étant des cousines. Pierre Semengue est diplômé de l’école militaire de Saint-Cyr, en France (même promo que Ben Ali). Puis il suit une formation à l’École spéciale militaire de Saint-Cyr, d'où il sort diplômé le 30 juillet 1959.
Du 15 octobre 1959 au 22 décembre 1960, il poursuit des études à l’École d’Application de l’Artillerie de Campagne en France. 
Du 1er juillet 1964 au 31 mars 1965, il est stagiaire à l’École d’État-major à Paris ; puis en avril 1965, il est stagiaire à l’Institut des Hautes Études de la Défense Nationale (section Internationale).
Florent Etoga Eily et Paul Biya sont ses camarades de classe au Lycée général Leclerc.

### Carrière

#### Armée camerounaise
Il entre dans l’armée le 1er janvier 1960. Il a été tour à tour Sous-lieutenant (dès le 1er octobre 1960), Lieutenant (dès le 1er avril 1961), Lieutenant-colonel (à partir du 19 janvier 1965). 
Il est commandant militaire à Edéa en 1962. Son préfet à Edéa est William Eteki Mboumoua, qui prendra plus tard, à sa nomination comme ministre, à son retour de France, Paul Biya, comme directeur de Cabinet. 
Le 22 juin 1973, il est nommé au grade de Général de brigade et sera par ailleurs le premier officier Général de l’armée camerounaise. Puis le 12 juin 1982, il est nommé au grade de Général de division ; et le 5 février 1992, il est promu au grade de Général de corps d’armées, avant d’être élevé Général d’armée le 25 septembre 2001.
Il commande l’armée camerounaise à partir du 1er avril 1965. Il est Chef d’État-major des armées du 22 août 1983 au 25 septembre 2001. Il est le seul général d'armée que le Cameroun ait connu.
Pierre Semengue intègre l'armée camerounaise le 1er janvier 1960. Sous Amadou Ahidjo, il est promu capitaine et n'a jamais été lieutenant dans l’armée. 
En 1961, lors de la réunification des deux Cameroun, il est promu à la tête de l’armée avec le grade de chef de bataillon après avoir lutté contre la rébellion de l'UPC dans la région d’Édéa. Il devient général en 1973 et découvre, en août 1983, un « complot contre la sûreté de l’État.
Dans un livre-entretien paru en 2002. Il y déclarait, à propos des manifestations pour la tenue d’une conférence nationale souveraine, en 1991 : Je vous l’avoue aujourd’hui, si la conférence nationale s’était effectivement tenue, l’armée aurait fait un coup d’État.

#### Ligue de football camerounaise
Il dirige le Tonnerre et la Linafoote. Avant d'être président de la LFPC.

### Famille
Il a des enfants dont Gérard (mort en 2006), Stéphane (mort en 2020), Myriam, Pierre Lionel (formé à l'Enam en 2015), Roger, Christophe (qui a aidé son père à recharger son arme lors de l'assaut des putschistes de la tentative de coup d'État de 1984 au Cameroun). Il légalise son mariage avec la mère de ses enfants après ces évènements su 6 novembre 1984.

## Œuvres
- Toute une vie dans les armées[6]